# ابلاست ارمنستان

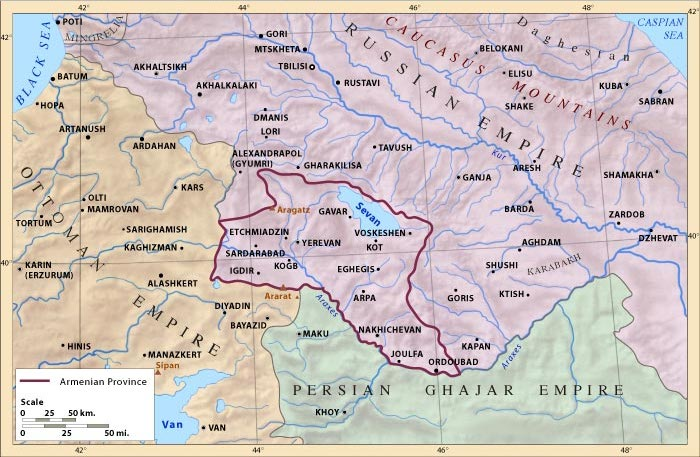
نقشه محدوده ابلاست ارمنستان

اُبلاست ارمنستان (به انگلیسی Armenian Oblast)، منظور یکی از واحدهای فدرال روسیه است که در دوران امپراتوری روسیه بین سالهای ۱۸۲۸ تا ۱۸۴۰ میلادی تشکیل شد. در زمان نیکلای یکم تزار روس با پیمان عهدنامه ترکمانچای در سال ۱۸۲۸ میلادی ارمنستان شرقی به روسیه ضمیمه شد؛ که در همان سال ابلاست ارمنستان با مساحت ۲۱۰۰۰ کیلومتر مربع تشکیل می‌شود.

## تاریخ
ابلاست ارمنستان در حدود منطقه خانات ایروان و خانات نخجوان ایجاد شد. ابلاست ارمنستان شامل استان‌های (سوان، ایروان، آرارات، آراگاتسوتن، اردوباد، دشت آرارات، کوتایک، ساردارآباد، سورمالو و نخجوان) بود. مناطق ارمنی، گنجه و جاواختی که اکنون در داخل خاک جمهوری آذربایجان و گرجستان می‌باشند و شیراک، لوری، و آرتساخ که اکنون در داخل خاک ارمنستان می‌باشند در محدوده منطقه ابلاست قرار نگرفتند.
پس از تصویب عهدنامه ترکمانچای و الحاق ارمنستان شرقی به روسیه نجبا و اندیشمندان ارمنی همچون خاچاطور لازاریان طرحی را مطرح و پیشنهاد می‌دهند مبنی بر اینکه ارمنستان شرقی تحت نظارت روسیه بماند ولی قانون اساسی، سرود ملی، پرچم و ارتش مستقل خود را داشته باشد و همچنین حقوق کلیسای حواری ارمنی حفظ شود؛ ولی به جای طرح لازاریان، نیکلای یکم در ۲۱ مارس ۱۸۲۸ میلادی ابلاست ارمنستان را تشکیل می‌دهد. ابلاست ارمنستان با مرکزیت ایروان که در آن زمان پرجمعیت‌ترین شهر بین شهرهای ابلاست بود؛ و شصت درصد آنان را ارمنیان تشکیل می‌دادند. ابلاست ارمنستان توسط یک وزارت خانه منطقه‌ای اداره می‌شد که این وزارت خانه توسط دو نظامی روس، یک نماینده از طرف ارمنی‌ها و یک نماینده از طرف مسلمانان (ترکها، تاتارهای ساکن قفقاز، ایرانی‌ها و کردها) ساکن ابلاست ارمنستان اداره می‌شد که «مدیریت مشترک» نام داشت. سه نماینده مسئول اجرای امور اقتصادی، قضایی و مالی را بر عهده داشتند. جمع‌آوری خراج و مالیات‌ها را کمیته مخصوصی بر عهده داشت.
ابلاست به ۵ استان تقسیم شده بود.
طی جنگ‌های صفویان و عثمانی (۱۶۱۸–۱۶۰۳)، شاه عباس یکم حدود سیصد و پنجاه هزار تن از ارمنیان را در سال ۱۶۰۴ میلادی (حدود سیصد هزار تن از آنان در رودخانه ارس غرق شدند) را به ایران کوچ داد. این بدان معنا نبود که این سرزمین‌ها خالی از سکنه شدند؛ هنوز بسیاری از ارمنیان در شهرها و روستاهای این نواحی سکونت داشتند ولی اقوام کرد و تاتارهای قفقاز و ترکها در زمان امیر ایروان «امیرگوناخان» (۱۶۰۴–۱۶۲۸) به تدریج جایگزین ساکنین ارمنی آن مناطق شدند. ایوان پاسکویچ در ۱ اکتبر ۱۸۲۷ میلادی قلعه ایروان را تسخیر کرد، جمعیت آن شهر حدود صدهزار نفر بود که حدود ۲۳۰۰۰ نفر آن ارمنی بودند و همچنین خانات نخجوان با حدود جمعیت ۵۰۰۰۰ هزار نفری، ۱۲۰۰۰ نفر ساکنین آن ارمنی بودند. طی سالهای ۱۸۲۸ تا ۱۸۳۰ میلادی از ایران بین ۴۰ تا ۴۲ هزار نفر (طبق ماده چهارده عهدنامه ترکمانچای ارمنی‌ها به خصوص ارمنی‌های ایران و همچنین مسلمانان ساکن ابلاست در صورت تمایل چهار ماه فرصت داشتند تا به داخل مرزهای طرف مقابل مهاجرت کنند) و از ارمنستان غربی بین ۷۵ تا ۸۰ هزار نفر به علت جنگ روسیه با عثمانیان به ارمنستان مهاجرت کردند. سازماندهی اسکان مهاجرین به ارمنستان شرقی بر عهده نرسس پنجم و الکساندر گریبایدوف بود که درصد بزرگی از آنان در ابلاست ارمنستان و درصد کمی از آنان در آرتساخ، جاواختی و استان سیونیک ساکن شدند.
جمعیت ارمنی‌های شهر ایروان و شیراک در سال ۱۸۲۸ میلادی حدود ۶۵۰۰۰ نفر و جمعیت مسلمانان ۵۰۰۰۰ نفر بود و در محدوده ابلاست جمعیت ارمنی‌ها به ۸۲۰۰۰ نفر می‌رسید و جمعیت مسلمانان به ۷۴۰۰۰ نفر. در سال ۱۸۳۲ میلادی جمعیت ارمنی‌های ابلاست ۸۲۳۷۷ نفر و مسلمانان ۸۱۷۴۹ نفر بوده است.
در سال ۱۸۲۸ میلادی به مدت کوتاهی اداره ابلاست بر عهده آلکساندر چاوچاوادزه بود بعد اداره ابلاست به عهده واسیلی ببوتوف (بارسغ هوسپی بهبوتیان) منتقل شد. در سال ۱۸۳۳ میلادی اداره مدیریت مشترک لغو و تمام اختیارات به رئیس وزارت خانه مرکزی منتقل می‌شود. بعد از لغو مدیریت مشترک دو استان ساردارآباد و سورمالو از ابلاست خارج می‌شوند.
در سال ۱۸۴۰ میلادی به فرمان نیکلای یکم بر اساس اصلاحات امپریالیستی، ابلاست ارمنستان به مرکزیت تفلیس به عنوان یک واحد اداری جدید به نام فرمانداری ایمرتی-گرجستان تشکیل شد و همچنین واحد اداری جدیدی به نام
ابلاست خزر به مرکزیت شماخی ایجاد می‌شود. واحد اداری فرمانداری ایمرتی-گرجستان در سال ۱۸۴۶ میلادی برچیده می‌شود و از ۱۸۴۹ میلادی یک واحد اداری جدیدی به نام فرمانداری ایروان تشکیل می‌شود.